# Aliento de dragón
El «aliento de dragón» (del inglés Dragon´s Breath) es un cartucho de escopeta, cuya base pirotécnica es principalmente zirconio. Cuando se dispara, salen del arma chispas disparadas produciendo un destello, hasta aproximadamente 5 m del arma.
Aunque tiene pocos usos tácticos, el efecto visual que produce el «aliento de dragón» es impresionante, similar a un lanzallamas corto. El cartucho pirotécnico es costoso comparado con otros, pues su coste de producción es de, aproximadamente, 5 dólares la unidad.
Como es un cartucho de muy bajo poder de fuego, no puede ser usado en una escopeta automática (del tipo AA-12, por ejemplo) o semiautomática; el «aliento de dragón» no produce suficiente energía de retroceso como para preparar el siguiente tiro, haciendo que el arma de fuego se atasque o encasquille. Una razón adicional para su uso sólo en escopetas manuales (como las de corredera), es el hecho que brota una larga llama durante 3–5 segundos, haciéndolo riesgoso para el tirador, en el caso de que un cartucho que todavía emite la llama se expulsara de una escopeta automática.

## Legalidad
Los cartuchos «aliento de dragón» están prohibidos en muchos lugares, debido a su peligro inherente de incendio. Incluso en áreas donde esa munición se puede transportar, se cobra una tarifa extra por concepto de carga peligrosa.
La ley de armas del estado de Illinois declara que «aliento de dragón» es cualquier cartucho que «contenga mezclas metálicas pirofórica-exotérmicas en el proyectil y esté diseñado para lanzar o vomitar una llama o bola de fuego para simular un lanzallamas». Este cartucho de escopeta está prohibido para el uso por alguien que no está autorizado a poseer, fabricar, o vender armas y municiones según la ley. La expresión legal sobre el «aliento de dragón» es muy similar para el estado de Florida.

## Representación en obras de ficción
En el videojuego Call of Duty: Black Ops, durante la misión «El desertor», el protagonista utiliza una escopeta SPAS-12 cargada con esta munición.
En varias versiones de la saga "Metal slug" se hace uso de esta munición.
En la película John Wick Capítulo 4 hay una icónica escena usando esta munición.